# Asillo
Asillo es una localidad peruana ubicada en la región Puno, provincia de Azangaro, distrito de Asillo. Es asimismo capital del distrito de Asillo. Se encuentra a una altitud de 3907 m s. n. m. Tiene una población de 2889 habitantes en 1993.

## Clima
| Parámetros climáticos promedio de Asillo | Parámetros climáticos promedio de Asillo | Parámetros climáticos promedio de Asillo | Parámetros climáticos promedio de Asillo | Parámetros climáticos promedio de Asillo | Parámetros climáticos promedio de Asillo | Parámetros climáticos promedio de Asillo | Parámetros climáticos promedio de Asillo | Parámetros climáticos promedio de Asillo | Parámetros climáticos promedio de Asillo | Parámetros climáticos promedio de Asillo | Parámetros climáticos promedio de Asillo | Parámetros climáticos promedio de Asillo | Parámetros climáticos promedio de Asillo |
| Mes                                      | Ene.                                     | Feb.                                     | Mar.                                     | Abr.                                     | May.                                     | Jun.                                     | Jul.                                     | Ago.                                     | Sep.                                     | Oct.                                     | Nov.                                     | Dic.                                     | Anual                                    |
| ---------------------------------------- | ---------------------------------------- | ---------------------------------------- | ---------------------------------------- | ---------------------------------------- | ---------------------------------------- | ---------------------------------------- | ---------------------------------------- | ---------------------------------------- | ---------------------------------------- | ---------------------------------------- | ---------------------------------------- | ---------------------------------------- | ---------------------------------------- |
| Temp. media (°C)                         | 9.7                                      | 9.5                                      | 9.2                                      | 8.1                                      | 6.2                                      | 3.8                                      | 3.6                                      | 5                                        | 7.5                                      | 8.8                                      | 9                                        | 9.4                                      | 7.5                                      |
| Fuente: climate-data.org                 |                                          |                                          |                                          |                                          |                                          |                                          |                                          |                                          |                                          |                                          |                                          |                                          |                                          |

## Lugares de interés
- Templo San Jerónimo[3]